# Earth (album van Product)
Earth is het vierde studioalbum van de Amerikaanse muziekgroep Product. Net als haar voorgangers is het een conceptalbum. Het handelt nu over Nikola Tesla. Het album vormt de afsluiting van een tetralogie over de vier klassieke elementen, water, lucht, vuur en aarde. De muziek is progressieve rock en art rock en zou ook soms neoklassiek genoemd kunnen worden. Het album is opgenomen in Aptos (Californië), thuisbasis van de band. Het album valt in twee delen uiteen.

## Musici
De band wordt gevormd door twee leden:
- Arman Christoff Boyles – zang, gitaar en toetsen
- Scott Rader – slagwerk, basgitaar en achtergrondzang.

## Composities
Allen van Boyles en Rader:
1. I
  1. America pt. 1 (8:20)
  2. Edison (4:16)
  3. America pt. 2 (1:22)
  4. Earth (4:45)
  5. 1893 Worlds Fair (2:49)
  6. Strange Transmission (6:36)
  7. White Dove (5:40)
  8. War Machines (5:59)
2. II
  1. Message (2:43)
  2. Bedlam of the Street (5:15)
  3. Samuel (3:05)
  4. Valvular Conduit (3:26)
  5. Lost in my Way (5:35)
  6. World of Wonder (7:37)